# Réglementation de la Formule 1 2012
Cet article sur la réglementation de la Formule 1 2012 présente un aperçu rapide du règlement en vigueur durant le Championnat du monde de Formule 1 2012. Les nouveautés par rapport à la saison précédente sont indiquées en caractères gras.

## Réglementation technique

### Dimensions de la monoplace

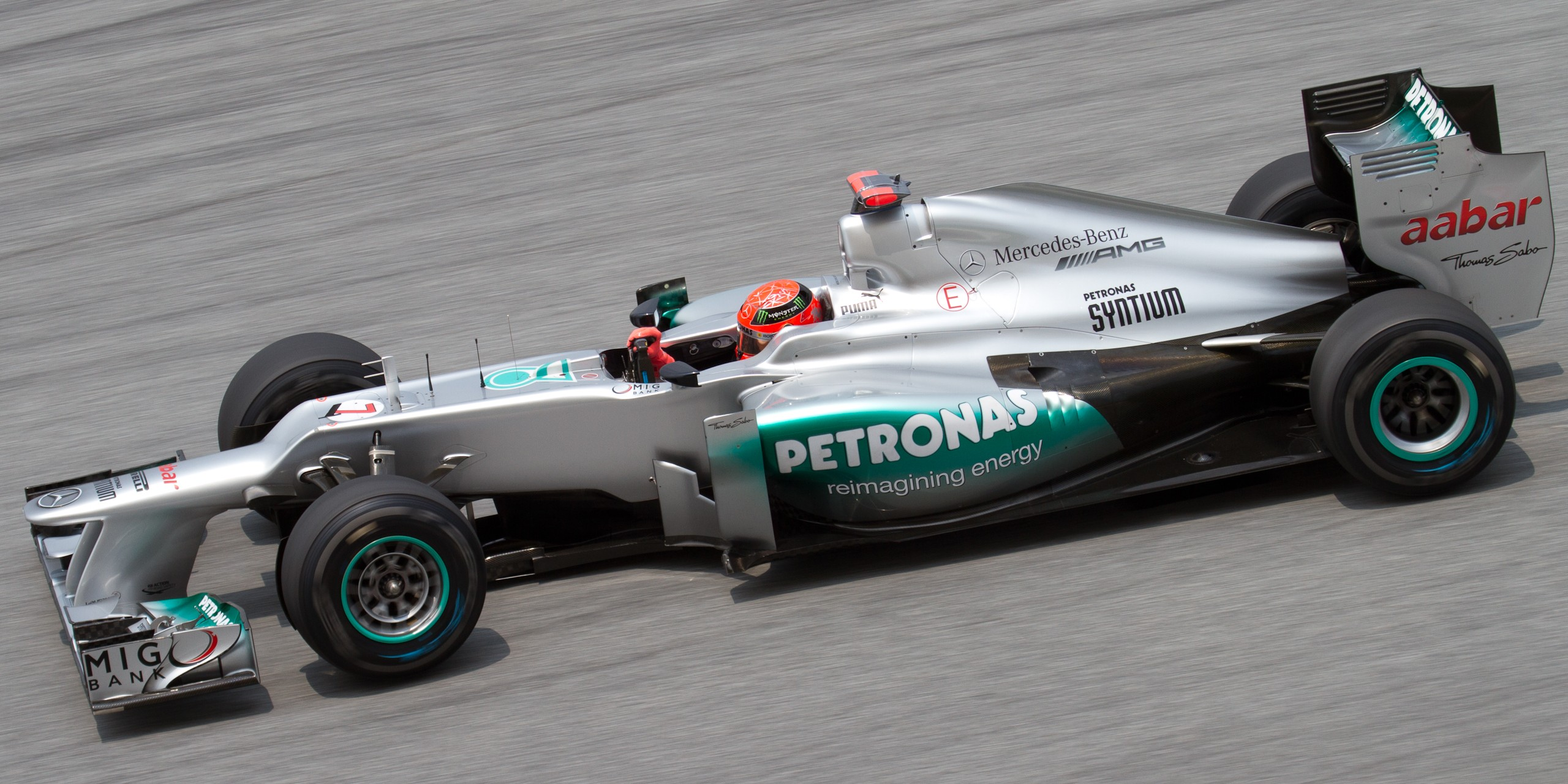
La Mercedes MGP W03 respecte les spécifications 2012.

- Hauteur et largeur minimales intérieures de la coque : 300 mm à la hauteur des roues avant.
- Largeur hors-tout de la monoplace : 1 800 mm avec les pneumatiques gonflés à 1,4 bar.
- L'aileron avant est abaissé à 75 mm.
- Largeur maximale au niveau de l'aileron avant : 1 800 mm
- Le museau de la monoplace est abaissé de 625 mm à 550 mm au maximum.
- Le plancher de la monoplace doit être totalement plat. La tolérance de fabrication du fond plat passe de 5 mm à 3 mm au maximum.
- Tout système qui implique une action manuelle du pilote comme un moyen de modifier les caractéristiques aérodynamiques de la voiture est interdite. Tout système de réglage de flaps de l'aileron avant à partir du cockpit est interdit.
- L'angle d'incidence de l'aileron arrière peut être modifié dans une plage définie. L'utilisation du système est limitée électroniquement. L'aileron ajustable peut être utilisé à tout moment lors des séances d'essais et de qualification mais, pendant la course, ne peut être activé que lorsque le conducteur est à moins d'une seconde d'une autre voiture à certains points prédéterminé du circuit. Le système est automatiquement désactivé dès que le pilote freine. Ce système n'est pas obligatoire.
- La hauteur de l'aileron arrière est de 950 mm et correspond à la hauteur du point le plus haut autorisé du capot-moteur.
- La largeur maximale au niveau des roues arrièresest de 100 cm.
- Deux profilés maximum sur l'aileron arrière sont autorisés.
- L'extracteur-diffuseur arrière ramené au niveau de l'axe des roues arrière est de 125 mm.
- Tout système de double diffuseur est interdit.
- Longueur de la voiture en arrière de l'axe des roues arrière : 50 cm, longueur de la voiture en avant de l'axe des roues avant : 120 cm, pas de longueur maximale ou minimale imposée de la monoplace.
- Tous les appendices aérodynamiques disposés sur la carrosserie (ailettes, déflecteurs, sabot, cheminées de refroidissement) sont interdits.
- Les flasques déflecteurs aérodynamiques de roues sont interdits.
- La flexibilité sous charge aérodynamique des ailerons avant est divisée par deux et passe de 20 à 10 mm au maximum.

### Poids de la monoplace
- Le poids minimum des voitures est abaissé de 640 kg à 633 kg, pilote équipé et fluides compris mais essence non comprise, et ce en permanence.
- Le poids appliqué sur les roues avant et arrière ne doit pas être inférieur, respectivement, à 291 kg et 342 kg au cours de la séance d'essais qualificatifs. Si une voiture n'est pas déjà équipée de pneus pour temps sec lors de la mesure de cette répartition des masses, le délégué technique de la FIA choisira un ensemble de pneus pour temps sec pour effectuer la pesée.
- Il est autorisé d'utiliser des lests pour alourdir la voiture et l'amener au poids minimal, mais ils doivent être solidement accrochés et ne peuvent pas être retirés durant la course.

### Moteur
- Le régime maximal des moteurs est de 18 000 tr/min. Le régime de ralenti ne peut excéder 5000 tours par minute.
- Chaque pilote dispose de huit moteurs de course pour l'ensemble de la saison. Une pénalité est infligée dès l'utilisation d'un moteur supplémentaire.
- Un moteur peut n'être utilisé que pour les essais libres du vendredi tandis qu'un autre peut couvrir plusieurs séances de qualifications et plusieurs Grands Prix.
- Chaque écurie dispose d'un maximum de 20 moteurs, 16 pour les courses (8 par voiture) et 4 pour les essais au banc.
- La boîte de vitesses doit pouvoir être utilisée pour disputer 5 Grands Prix consécutifs.
- Seuls les moteurs de 2 400 cm3 de cylindrée sont admis. Leur structure correspond à celle d'un V8 à 90°.
- La masse minimale du moteur est 95 kg.
- Les systèmes de turbo ou de refroidissement d'air avant l'arrivée dans le cylindre sont interdits, de même que l'injection d'autres substances que de l'air et de l'essence dans le cylindre. Ces derniers sont munis de quatre soupapes, deux pour l'admission et deux pour l'échappement.
- Les dispositifs d'admission à géométrie variable et de gestion d'ouverture des soupapes sont prohibés.
- Chaque cylindre ne comprend qu'un injecteur de carburant et qu'une bougie d'allumage.
- Les pistons sont obligatoirement de section circulaire.
- Les matériaux utilisés sont aussi réglementés :
  - Le carter et le cylindre se composent d'aluminium. L'utilisation de matériaux composites n'est pas autorisée.
  - Les vilebrequins et les arbres à cames sont issus d'un alliage à base de fer.
  - Les pistons sont en aluminium.
  - Les soupapes sont formées par un alliage à base de fer, de cobalt, de nickel ou de titane.
  - Les voitures ne sont pas munies d'un système de démarrage propre du moteur. Les moteurs doivent être lancés manuellement dans les stands ou sur la grille de départ. Si la voiture dispose d'un système anti-calage, il doit permettre l'arrêt du moteur au bout de dix secondes en cas d'accident.
- Le couple moteur ne peut être généré que par l'usage régulier de l'accélérateur par le pilote et non plus par la cartographie ou des points spécifiques préprogrammés sur la course de la pédale d'accélérateur.
- Les seules programmations autorisées de la pédale d'accélérateur concernent les réglages pour piste sèche ou mouillée.
- Le soufflage additionnel qui permet d'alimenter en air les cylindres coupés lors des décélérations, produisant ainsi un flux de gaz froid soufflant dans le diffuseur, est interdit.
- Les systèmes d'échappement ne doivent comporter que deux sorties au maximum, composées d'un tuyau orienté vers l'arrière et à travers duquel tous les gaz d'échappement doivent passer.

### Transmission
- Le nombre de rapports de la boîte de vitesses est compris entre 4 et 7, plus une marche arrière (la plupart des écuries disposent d'une boîte semi-automatique à sept vitesses).
- Les systèmes à transmission variable permanente ne sont pas autorisés.
- Il est possible de débrayer manuellement depuis l'extérieur grâce à un interrupteur sur lequel figure un « N » rouge dans un cercle blanc sur la carrosserie.
- Le SREC (Système de Récupération de l'Énergie Cinétique) reste autorisé. Il pourra emmagasiner au maximum 60 kW par tour de piste et les restituer à la demande du pilote pendant un maximum de 6,67 secondes (en continu ou en plusieurs fois) à pleine puissance soit environ 80 chevaux supplémentaires.

### Freins
- La voiture doit être munie de deux circuits hydrauliques de freinage séparés (avant et arrière), de façon que l'un puisse fonctionner même en cas de défaillance de l'autre, actionnés par une seule pédale. Les systèmes d'antiblocage comme l'ABS sont interdits.
- Le diamètre maximum des disques de freins est fixé 278 mm, l'épaisseur maximum de ceux-ci à 28 mm.
- Seule une mâchoire de freins en aluminium, munie de six pistons, est admise.
- Le refroidissement des freins s'effectue par air uniquement et le système ne doit pas dépasser l'arrière de la roue.

### Suspension et direction
- Les monoplaces de Formule 1 disposent de suspensions physiques ordinaires, les systèmes de suspensions actives ou à géométrie variable sont interdits.
- Les éléments de suspension ne doivent pas servir à générer des appuis aérodynamiques supplémentaires.
- Chaque roue est reliée par deux câbles aux points d'attache distincts à la carrosserie pour éviter que les roues ne se détachent en cas de bris de suspension ou de collision. Le système de rétention des roues comprend un second système d'attache obligatoire pour chaque roue. Les deux sangles doivent être insérées dans des bras de suspension distincts.
- La direction assistée est autorisée mais ne peut pas disposer d'aides électroniques. La direction et la transmission sont limitées à deux roues respectivement.

### Roues et pneus

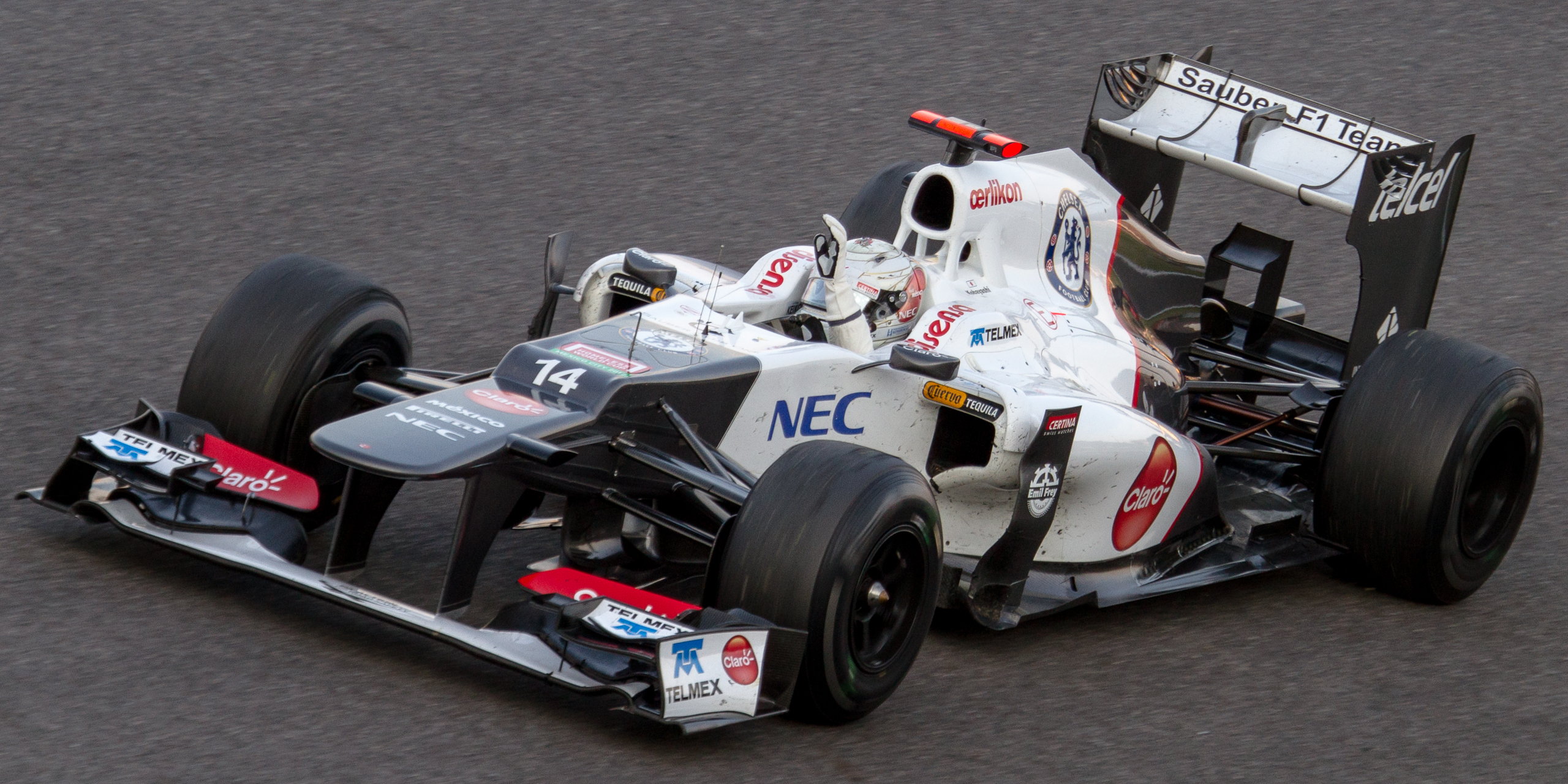
La Sauber C31 en configuration 2012.

- Les monoplaces sont équipées de quatre roues découvertes, composées des mêmes jantes métalliques.
- Les pneumatiques sont des slick dépourvus de rainurage sauf les pneus intermédiaires ou pluie.
- Les pneus sont fournis par Pirelli à tous les concurrents.
- Dimensions autorisées à une pression de 1,4 bar.
- Quatre types de gomme sont disponibles pour l'ensemble de la saison. Pour chaque Grand Prix, le manufacturier proposera deux spécifications (« prime » pour la gomme la plus dure et « option » pour la gomme la plus tendre).
- Un code de couleurs est utilisé pour distinguer les pneus de Formule 1. Six couleurs seront utilisées pour le marquage des logos « Pirelli PZero » sur les flancs des pneus. Pour les pneus pluie, la couleur sera orange et les intermédiaires bleu clair. Pour le sec, les gommes super-tendres seront rouge, les tendres jaune, les mediums blanc et les durs argenté[1]. Le 7 avril 2011, Pirelli dévoile un nouveau marquage des pneus, dotés d’une ligne autour du flanc, à la limite de la bande de roulement, rappelant la solution utilisée précédemment par Bridgestone. Ce nouveau marquage est toutefois provisoire car, à partir d’Istanbul un autre marquage sera appliqué afin de mieux distinguer les types de gommes : il y aura beaucoup plus de couleurs sur le flanc, entre les marquages « Pirelli » et « PZero »[2].
- La bande de roulement des pneumatiques avant est de 245 mm.
- Les flasques déflecteurs aérodynamiques de roues sont interdits.
- Chaque pilote reçoit un contingent de 11 trains de pneus « sec » (six trains de prime et cinq trains de option), quatre trains de pneus « pluie » et trois trains de pneus « pluie extrême » par week-end de GP.
- Un maximum de trois trains de pneus est disponible par pilote pour les deux séances d'essais du vendredi (deux trains de prime et un train de option). Un train de pneus prime et un train de pneus option sera rendu au manufacturier à l'issue de la première séance d'essais libres du vendredi. Il reste 8 trains de pneus neufs (4 prime et 4 option) pour le reste du week-end. Toutefois, un jeu de chaque spécification doit être rendu au manufacturier à l'issue de la séance d'essais libres du samedi.
- Pour les qualifications et la course, les pilotes ont droit à huit trains de pneus « secs » (trois en spécification prime et trois en spécification option).
- Seul le chauffage des pneumatiques par couverture chauffante est autorisé.
- Les pneumatiques utilisés par les pilotes qualifiés en Q3 sont conservés pour le départ de l'épreuve.
- Seuls les pistolets pneumatiques à air ou à azote sont autorisés lors des changements de pneumatiques. Les pistolets à hélium, plus puissants, sont interdits.

|                       | Train avant                     | Train arrière                   |
| --------------------- | ------------------------------- | ------------------------------- |
| Largeur               | de 305 à 355 mm                 | de 365 à 380 mm                 |
| Diamètre pneu compris | 660 mm (670 mm avec pneu pluie) | 660 mm (670 mm avec pneu pluie) |

### Carburant
- La marque du carburant utilisé par Formule 1 est libre mais celui-ci est tenu de se rapprocher au maximum des produits du marché (norme Eurosuper).
- Les composants chimiques développés spécialement à des fins de compétition sont exclus. La FIA analyse et approuve un extrait du carburant en début de week-end et peut réitérer l'opération à n'importe quel moment.
- Le carburant utilisé contient 5,75 % de composants d'origine biologique.
- Le réservoir d'essence, souple, increvable avec canalisations auto-obturantes, doit être situé juste derrière le pilote et être compris dans la cellule de sécurité pour résister aux perforations et chocs violents.
- Les ravitaillements en fluides sont interdits après que la monoplace a quitté la voie des stands pour prendre sa position sur la grille de départ. Les voitures doivent s'élancer avec la quantité d'essence nécessaire à la distance totale de la course.
- Si un échantillon d'essence est demandé après une séance d’essais, la voiture concernée doit avoir été reconduite aux stands par ses propres moyens.

### Huile et systèmes de refroidissement
- Les réservoirs d'huile et leurs emplacements sont réglementés par la FIA et sont créés pour éviter le risque de perte d'huile sur la piste en cas de problème mécanique ou de collision.
- Système obligatoire de trop-plein d'huile dans l'admission d'air et non pas directement à l'extérieur.
- L'ajout d'huile est interdit durant la course.
- Le réservoir de liquide de refroidissement est muni d'une valve certifiée par la FIA pour éviter toute surpression. Il est interdit d'utiliser la chaleur produite par le système de refroidissement.
- Les réseaux d'huile et de refroidissement ne doivent pas traverser le cockpit ni y laisser couler de produit en cas de fuite.

### Structure
- La voiture est équipée d'une cellule rigide comprenant le cockpit et le réservoir d'essence juste derrière le pilote. Elle inclut un dispositif d'amortissement des chocs à l'avant et à l'arrière.
- Deux arceaux de sécurité sont présents en cas de tonneaux ou de renversements du véhicule. Le premier est situé directement derrière le casque du pilote, le second devant le volant.

### Cockpit et équipements de sécurité
- Les voitures sont munies d'un système d'extincteurs (extincteur de 5 kg pour l'habitacle et 2,5 kg pour le moteur) agissant sur le cockpit et le moteur. Leurs fixations doivent résister à une décélération de 25 g). Ils sont tenus de fonctionner même si le circuit électrique de la voiture est coupé. Un « E » rouge dans un cercle blanc sur la carrosserie indique l'interrupteur externe pour engager le système.
- Un bouton sur le volant permet de couper les circuits électriques principaux de la monoplace.
- Système de survie composé d'une bouteille d'air médical et d'une durite résistante au feu la raccordant au casque du pilote obligatoire
- Chaque voiture comporte deux rétroviseurs de largeur minimale fixée à 10 cm et de hauteur minimale fixée à 5 cm. Les commissaires techniques doivent s'assurer que le pilote, en position de conduite est bien capable de discerner les voitures qui le suivent dans chacun des deux rétroviseurs. Les rétroviseurs devront être fixés au cockpit.
- Une lampe rouge se trouve à l'arrière du véhicule et doit pouvoir être allumée à tout moment pour rendre la voiture plus visible en cas de conditions climatiques difficiles (surface minimale de 20 cm2, puissance de 21 W, fixé à 40 cm du sol).
- Le siège du pilote est fixé en seulement deux endroits de manière simple, pour pouvoir l'extraire facilement avec des outils conventionnels, ceinture de sécurité encore attachée.
- Distance minimale entre le haut du casque du pilote et le haut de l'arceau fixé à 70 mm.
- Rembourrage de 2,5 cm d'épaisseur autour des jambes du pilote.
- Système HANS (Head And Neck Support) obligatoire. En carbone et solidaire du casque il est destiné à protéger les vertèbres cervicales en cas de coup du lapin.
- Le cockpit est basé sur des modèles de sécurité préétablis. Il doit présenter certaines spécifications additionnelles.
- Sanglé dans son baquet, le pilote doit être en mesure de sortir du véhicule en moins de cinq secondes sans enlever autre chose que le volant, et de replacer ce dernier en moins de cinq secondes.
- Ceinture de sécurité à six points obligatoire.
- La cellule de sécurité doit se prolonger de 30 centimètres devant les pieds du pilote, qui ne peuvent pas dépasser l'axe des roues avant.
- Largeur minimale du cockpit : 520 mm.
- Parois latérales de protection des bords du cockpit en mousse antichoc de 75 mm d'épaisseur.
- Parois de protection sur le plat-bord du cockpit montant de chaque côté du casque.
- Appuie-tête de 75 mm d'épaisseur et de 400 cm2 de surface.

### Résistance aux chocs et renversements
- Les voitures doivent passer avec succès une série de tests mettant à l'épreuve la cellule de survie lors de chocs frontaux, arrière et latéraux. Les dégâts doivent être limités aux parties absorbantes et laisser le cockpit intact. La colonne de direction est aussi testée dans le cas où la tête du pilote la percuterait.
- La structure est aussi soumise à des simulations de renversements (tonneaux) pour vérifier la sécurité du pilote dans ces conditions.

### Systèmes électriques et électroniques
- Les écuries doivent rendre compte à la Fédération internationale de l'automobile des systèmes embarqués à bord de leurs voitures. En cas de modifications, elles sont tenues d'en avertir la FIA. Tous les logiciels doivent être approuvés par cette dernière.
- Toutes les voitures embarquent une « boîte noire » au cas où une analyse du comportement de la voiture ou du pilote devrait être menée.
- Toutes les monoplaces sont munies d'une centrale électronique unique (ECU) fabriquée par un fournisseur travaillant pour la FIA. Cette centrale électronique fonctionne avec des logiciels approuvés par la FIA. Elle contrôle notamment le moteur, la boîte de vitesses, l'embrayage, le différentiel, la pression des pneumatiques, les pressions hydrauliques et le système de radiocommunication.
- Tous les senseurs et capteurs doivent être homologués par la FIA.
- Tous les systèmes de saisie de données, de télémétrie ou capteurs supplémentaires à ceux liés au système électronique de la FIA sont physiquement séparés et complètement isolés des circuits de gestion de l'ECU.
- Interdiction des systèmes d'antipatinage.
- Interdiction des systèmes de télémétrie dans le sens stand-voiture.
- Interdiction des boîtes de vitesses entièrement automatiques (système de changement semi-automatique autorisé).
- Interdiction de brouillage des émissions radio entre équipe et pilote.
- Interdiction des systèmes de contrôle de traction.
- Interdiction des systèmes d'antiblocage des roues.
- Interdiction des systèmes électroniques de départ automatisé (launch control).
- Interdiction des systèmes d'assistance de direction.

### Caméras de télévision et transpondeurs chronométriques
- Deux caméras sont montées sur chaque voiture, une placée sur la prise d'air juste derrière le pilote tandis que l'emplacement de la seconde est sujet à discussion entre la FIA, l'écurie et le pilote de la monoplace.
- Un transpondeur électronique fourni par le chronométreur officiel enregistre tous les tours parcourus au long du week-end.
- La caméra embarquée fixée sur l'arceau est de couleur rouge fluorescent pour la première monoplace de chaque écurie et jaune fluorescent pour la seconde.

## Réglementation sportive

### Attribution des numéros des monoplaces
- Chaque monoplace se voit attribuer un numéro pour l'ensemble de la saison. Il permet notamment aux commissaires de course de prévenir le concurrent d'une sanction (et aux panneauteurs de communiquer avec le pilote lors de son passage devant les stands).
- Les numéros des monoplaces sont désormais attribués en fonction du classement du championnat du monde des pilotes et des écuries. Ainsi, le champion du monde en titre reçoit le no 1 et son coéquipier le no 2.
- Les autres numéros (deux par écurie puisqu'elles sont tenues désormais d'engager deux monoplaces en championnat) sont attribués non pas aux pilotes mais aux écuries en fonction de leur classement au championnat du monde des constructeurs la saison précédente. (Si le champion du monde en titre change d'équipe à l'intersaison, c'est sa nouvelle écurie qui arbore le no 1).
- Chaque écurie reçoit deux numéros consécutifs et désigne elle-même lors de son inscription au championnat lequel de ses pilotes aura le premier numéro de l'équipe.
- Le numéro 13 n'est pas attribué pour des raisons de superstition, on passe donc du no 12 au no 14, le 12 appartenant à une équipe, le 14 à une autre.
- Si le champion du monde en titre ne participe pas à la nouvelle saison (comme ce fut le cas pour Nigel Mansell en 1993 et Alain Prost en 1994), l'écurie championne du monde en titre reçoit les no 0 et no 2, le no 1 n'étant pas attribué.
- Si le pilote champion du monde en titre se retire en cours de saison, son remplaçant devra arborer le no 0.

### Apparence de la voiture

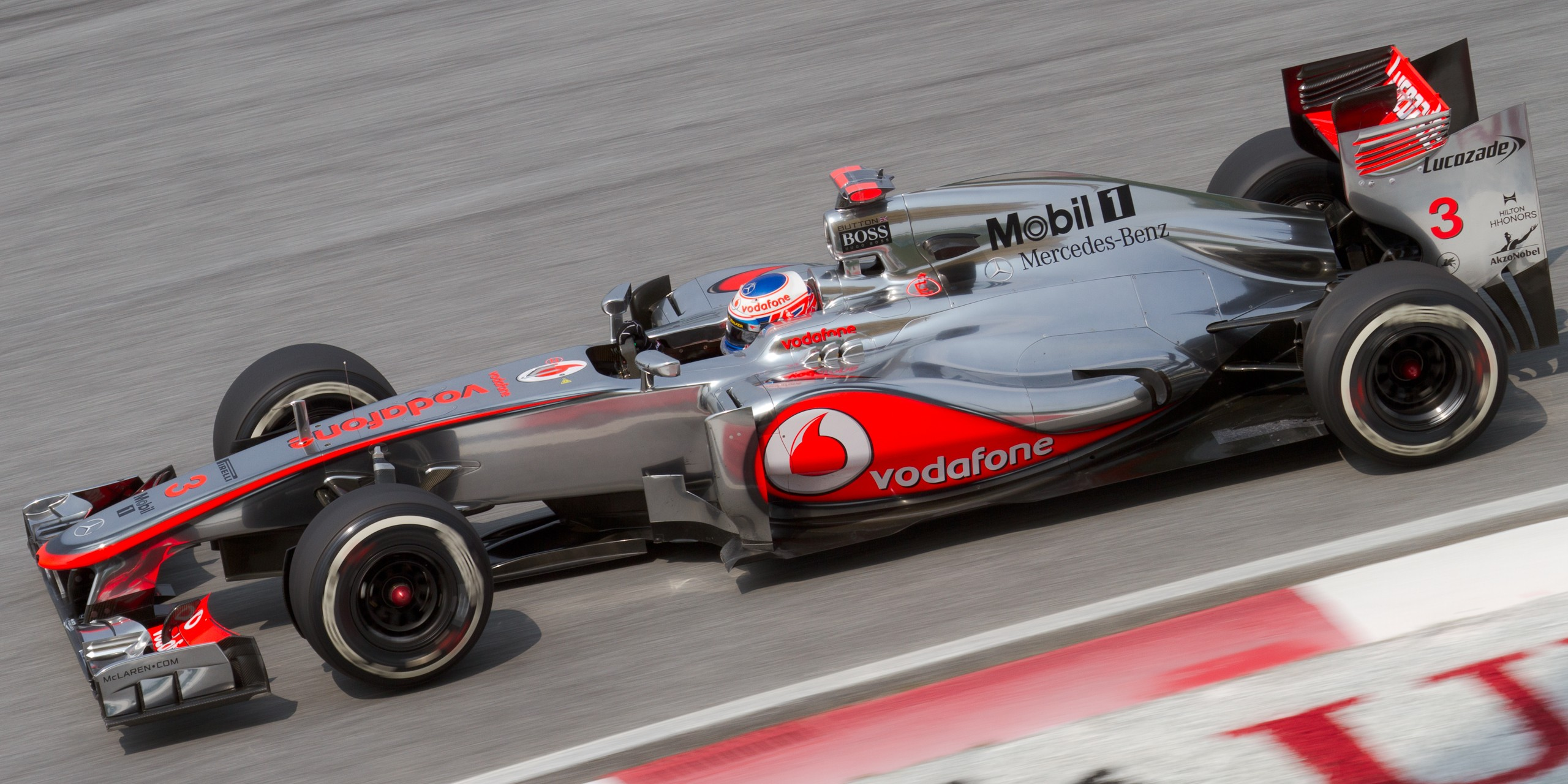
La McLaren MP4-27 respecte les spécifications 2012.

- L'obligation de porter la livrée nationale n'a plus court en Formule 1.
- Les deux monoplaces inscrites par une écurie doivent en grande partie être présentées dans la même livrée à chaque épreuve du championnat. Tout changement important de livrée (lié notamment à un changement de sponsor imposant une nouvelle charte graphique) ne pourra être effectué qu'avec l'accord de la CSI, le nouveau modèle portera alors une nouvelle dénomination (en général version B).
- Pour aider à différencier les deux monoplaces d'une écurie, la première adoptera un marquage rouge fluorescent (aileron avant et caméra embarquée) tandis que la seconde aura un marquage jaune fluorescent.
- Chaque monoplace doit arborer le numéro de course de son pilote tel qu'il aura été publié par la FIA en début de saison. Ce numéro doit être clairement visible à l'avant et sur les deux côtés de la monoplace.
- Le nom ou l'emblème de la marque de la voiture doit être apposé à l'avant de la monoplace et avoir une dimension minimale de 25 mm.
- Le nom du pilote doit aussi être apposé sur la carrosserie externe de la monoplace et être clairement lisible.
- Lors de certains GP, notamment en Europe, les écuries sont tenues de se conformer à la législation en vigueur concernant la publicité sur le tabac. Les écuries doivent ainsi masquer le nom de leur sponsor-cigarettier ou le remplacer lors des épreuves concernées.
- Les monoplaces sont toutes munies de caméras (voir Règlement technique 1.14)
- La monoplace doit être à tout moment conforme aux spécifications techniques définies dans le Règlement technique de la saison.
- Les monoplaces ne doivent posséder aucun élément aérodynamique pouvant représenter un danger en cas de choc, susceptible de gêner la visibilité du pilote ou rendant la monoplace trop différente des modèles des autres écuries (comme par exemple les BMW type-France 2006 munies d'ailettes élevées gênant la vue et susceptibles de devenir dangereuses en cas d'arrachement).

### Classements
- Le nombre de tours en course prévus pour un Grand Prix est celui nécessaire pour dépasser une distance de 305 kilomètres, exception faite de Monaco, où il est de 78 (correspondant à 260,52 km). Cependant, dans l'hypothèse où deux heures se seraient écoulées depuis le départ, la course se terminera à la fin du tour commencé par la voiture de tête. On ne tient pas compte des neutralisations de la course dans le calcul de ces deux heures.
- Un pilote est classé s'il a effectué plus de 90 % de la distance du Grand Prix, même s'il n'est plus en course lorsque le vainqueur franchit la ligne d'arrivée.
- Si la course doit être suspendue, le classement pris en compte est le classement deux tours précédant l'arrêt de celle-ci.
- Si un pilote ne parvient pas à utiliser les deux spécifications de pneus pour temps sec pendant une course courue en conditions sèches, il sera exclu des résultats. Si une course sur le sec est suspendue et ne peut pas être relancée, un pilote qui n'a pas utilisé les deux spécifications sera pénalisé de 30 secondes ajoutées à son temps de course.
- La clause du règlement sportif visant à interdire les consignes d'équipe est abrogée.

### Pénalités
- Les commissaires de course ont maintenant le pouvoir d'imposer un plus large éventail de sanctions en cas de transgression des règles. Ils peuvent distribuer des pénalités de temps, ont le droit d'exclure des pilotes de la feuille de résultats ou de les suspendre pour les Grands Prix à venir.
- Les décisions prises par les commissaires de course ne peuvent plus être sujettes à appel.

Un pilote s'expose à des pénalités en cas d'excès de vitesse dans la voie des stands ou de manœuvre anti-sportive. Les pénalités, fixées par la FIA en fonction de la faute commise, les plus fréquentes sont :
- Drive-through : passage obligatoire dans la ligne des stands en respectant la vitesse limite.
- Stop-and-go : arrêt obligatoire à son stand durant 10 secondes avec interdiction d'effectuer la moindre manipulation sur la voiture lors de l'arrêt.
- Amende : peine la plus faible qu'un pilote peut se voir infliger (généralement attribuée durant les essais).
- Disqualification au classement final ou en course : dans le premier cas, le classement ne tient pas compte de la position du pilote, dans le second cas, elle est signalée par un drapeau noir signifiant l'arrêt immédiat du pilote qui doit se rendre dans son stand. La disqualification peut aussi porter sur l'ensemble d'une saison et concerner un pilote ou bien une écurie. Les points sont alors redistribués et les incriminés ne conservent aucune statistique ou position dans le championnat.
- Suspension de Grand Prix : interdiction pour l'écurie ou le pilote de prendre part à un nombre de courses déterminées. Si cette suspension est à effet immédiat, la disqualification est incluse dans la suspension de Grand Prix. Si un pilote est suspendu, son écurie a le droit de le remplacer.
- Pénalité de 25 secondes : 25 secondes sont ajoutées au temps final de la course du pilote. Si ces 25 secondes lui donnent un temps plus élevé que d'autres pilotes initialement classés après lui, ceux-ci gagnent des positions tandis que le pilote incriminé perd sa position.
- Pénalité de 1 ou 2 secondes en qualifications : 1 seconde est ajoutée au meilleur temps des qualifications dans chaque partie de la séance (Q1, Q2 et Super-Pole). Cette pénalité prend en compte toutes les séances de classement et agit comme si le pilote avait été une seconde plus lent. Cette pénalité est cumulable.
- Retrait de super-licence : peine la plus sévère pour un pilote, généralement en cas de comportement dangereux en piste. Ce retrait peut être accompagné d'une date butoir avant laquelle le pilote n'a pas le droit de demander un renouvellement de sa super-licence.
- Perte de 10 places sur la grille : le pilote prend place au départ 10 places plus loin que la place initiale obtenue en qualifications. Cette pénalité ne prend effet qu'après la fin de la Super-Pole afin que le pilote puisse tout de même y prendre part. Si le pilote était classé dans les 10 derniers, il partira dès lors dernier.
- Dernière place sur la grille : le pilote incriminé prend la dernière place sur la grille de départ.
- Retrait de points (pour un pilote ou une écurie, pour une course voire plusieurs) : les points du pilote peuvent être attribués tandis que son écurie est sanctionnée. Dans tous les cas, les statistiques tiennent compte des positions mais pas des points, donc aucune redistribution des points n'est effectuée.
- Déclassement du championnat : peine très sévère qui consiste à ne pas attribuer de place finale à une écurie ou à un pilote (voire les deux) aux championnats, par contre les statistiques sont conservées et les points restent acquis.
- Meilleur temps annulé : en qualifications, un ou plusieurs meilleurs temps enregistrés sont annulés, le pilote prend le départ sur la grille en fonction du temps qu'il aura conservé. Cette sanction peut prendre effet à chaque séance (Q1, Q2 et Q3).
- Une pénalité sera infligée à tout pilote qui court-circuite le moindre bout de piste ou d'allée des stands sans une raison justifiée.
- Les pilotes défendant leur position face à un attaquant n'ont droit qu'à un seul changement de trajectoire.

### Parc fermé et stands
- Le parc fermé est une zone close et sécurisée du paddock où les monoplaces sont examinées et pesées par les commissaires de course. Le nombre de voitures ayant augmenté, la FIA ne peut plus exiger que toutes les voitures soient rassemblées au même endroit. Elles sont désormais entreposées dans leur stand, sous bâche, sous scellés et sous surveillance vidéo permanente. Les caméras de surveillance sont équipées de détecteurs de présence et enregistrent en haute résolution dès qu’un mouvement est détecté.
- Les monoplaces doivent y être entreposées du samedi 18 h 30 au dimanche matin 8 h 30.
- Lorsque les monoplaces sont dans le parc fermé, les mécaniciens ne peuvent procéder qu'à des interventions de maintenance routinière sous la surveillance des délégués de la FIA : le plein d'essence peut être effectué, les pneus changés, les freins vérifiés et les ailerons ajustés.
- La seule exception à une plus grande intervention sur les monoplaces en parc fermé est lorsqu'un changement climatique important intervient entre la session de qualification et la course (piste sèche devenant humide par exemple). Dans ce cas, la FIA permet aux écuries de modifier drastiquement les réglages des monoplaces.
- Un « couvre-feu » est instauré concernant le personnel des équipes extérieur à l'exploitation des voitures. Les membres des écuries ne seront pas autorisés à entrer sur le circuit entre minuit et 6 heures du matin lorsque les essais doivent débuter à 10 heures, ou entre 1 heure et 7 heures quand les essais commencent à 11 heures. Chaque équipe est autorisée à quatre exceptions individuelles à cette règle au cours de la saison.
- Un changement de moteur entre qualification et course (nécessitant une intervention en parc fermé) condamne le pilote à s'élancer du fond de la grille de départ.
- Une intervention sur le réglage des suspensions en parc fermé condamne le pilote à s'élancer depuis la voie des stands.

### Attribution des points
- Le barème de points est le suivant :

| Rang | Barème 2010 | Barème 2003-2009 |
| ---- | ----------- | ---------------- |
| 1er  | 25 points   | 10 points        |
| 2e   | 18 points   | 8 points         |
| 3e   | 15 points   | 6 points         |
| 4e   | 12 points   | 5 points         |
| 5e   | 10 points   | 4 points         |
| 6e   | 8 points    | 3 points         |
| 7e   | 6 points    | 2 points         |
| 8e   | 4 points    | 1 point          |
| 9e   | 2 points    | -                |
| 10e  | 1 point     | -                |

Cas exceptionnels :
- Si moins de 75 % de la distance imposée a été parcourue, seule la moitié des points est accordée.
- Si moins de deux tours ont été effectués, aucun point n'est donné.

### Essais de développement, essais libres et qualifications

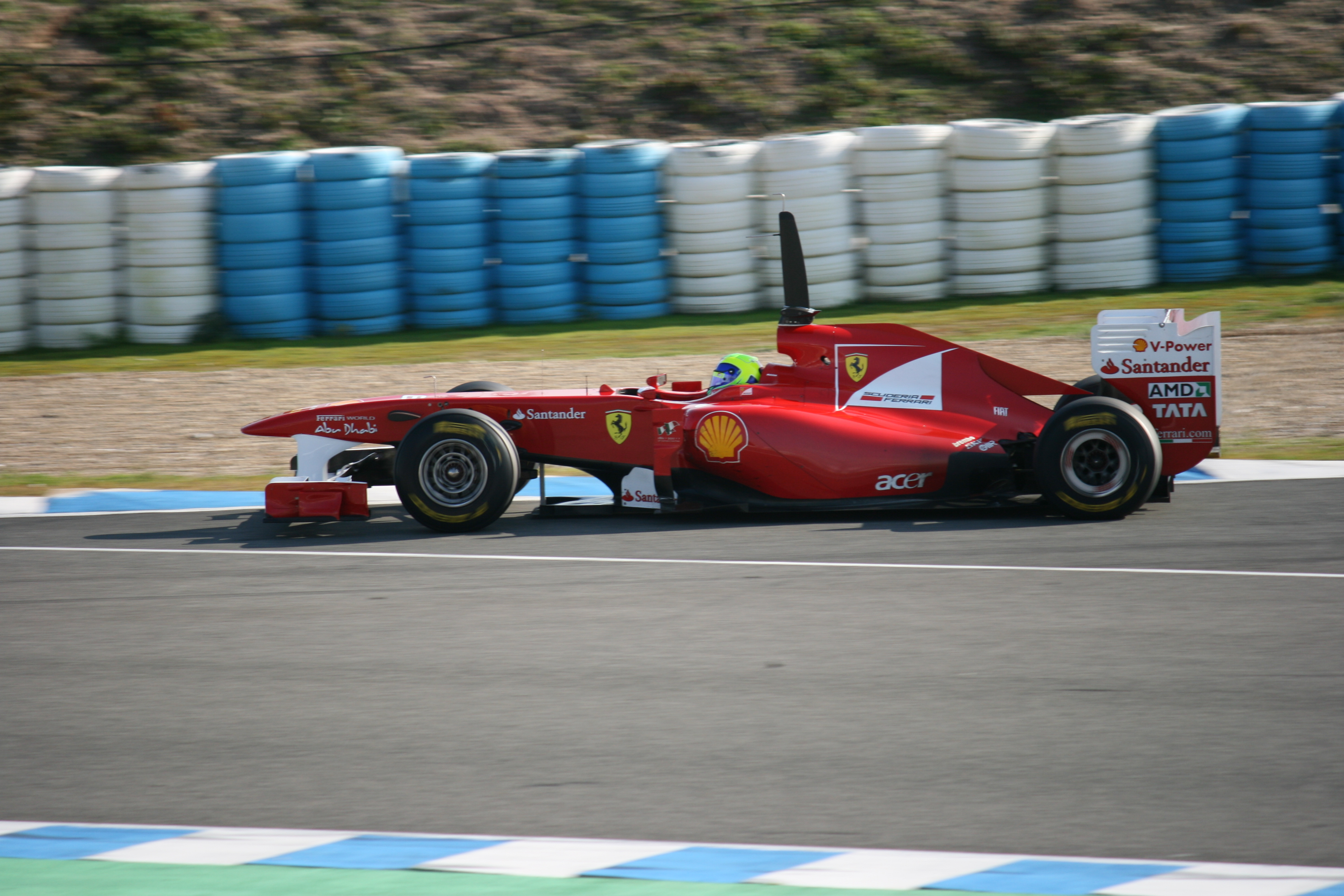
La Ferrari F150th Italia lors d'essais de développement avec une antenne de transmission de données

- Essais de développement : Ils sont limités à 15 000 kilomètres et une seule monoplace sera autorisée à prendre la piste au cours des séances d'essais. Les essais en cours de saison (sept jours avant le premier Grand Prix et jusqu'au 31 décembre) sont interdits.
- Six jours d'essais aérodynamiques (au lieu de huit) sont autorisés en cours de saison uniquement s'ils se déroulent en ligne droite.
- Les écuries ont la possibilité de convertir chacun de ces jours de test en ligne droite en quatre heures de travail en soufflerie aérodynamique avec une monoplace à l'échelle 1 au lieu d'une maquette à 60 %.
- Un jour complet d'essai est accordé à tout pilote qui n'a pas pris le départ d'un Grand Prix de Formule 1 au cours des deux saisons précédentes. L'essai pourra avoir lieu sur un circuit homologué pour la Formule 1 mais non inscrit au calendrier de la saison en cours.
- Essais libres : Les trois séances d’essais libres sont réparties sur le vendredi et le samedi (avec une exception pour le GP de Monaco, les premiers essais libres commençant le jeudi remplaçant le vendredi). La première séance d’essais libres se déroule le vendredi de 10 heures à 11 h 30 ; elle est suivie par une seconde séance de 14 heures à 15 h 30. La troisième séance se déroule le samedi de 11 heures à 12 heures. En tout, les équipes disposent donc de quatre heures pour effectuer les réglages sur leurs deux voitures.
- Qualification : La séance de qualification se passe le samedi de 14 à 15 heures, elle se déroule en trois temps :
  - Q1 de 14 heures à 14 h 20 : Toutes les voitures peuvent prendre la piste. À la fin de cette période de 20 minutes, les sept voitures les plus lentes sont exclues, leurs positions sur la grille dépendra de leur meilleur temps. Pendant la phase de qualification et hors circonstance exceptionnelle déterminée par les commissaires de course, tout pilote qui ne parvient pas à boucler son meilleur tour en moins de 107 % du temps le plus rapide de la séance Q1 ne sera pas autorisé à prendre le départ.
  - Q2 de 14 h 27 à 14 h 42 : Les dix-sept voitures restantes sont autorisées à reprendre la piste. À la fin de cette période de 15 minutes, les sept voitures les plus lentes sont éliminées.
  - Q3 de 14 h 50 à 15 h 00 : Dernière séance de 10 minutes pour les dix pilotes qualifiés. Les dix meilleures places sont attribuées en fonction des meilleurs temps.

Les heures données sont une moyenne, dans certaines courses, il se peut qu'il y ait un décalage d'une heure voire plus.
- En raison de la diminution des essais libres, les équipes sont autorisées à installer cinq capteurs supplémentaires sur les monoplaces lors des séances d'essais du vendredi pour recueillir un maximum de données.

### Procédure de départ
- Le départ de la course, sauf exception, est donné à 14 heures heure locale.
- La mise en grille des voitures et pilotes débute 45 minutes avant le départ.
- 10 secondes avant le début du tour de formation (à l'exception des concurrents s'élançant depuis la ligne des stands), chaque mécanicien, sous peine de pénalité pour le pilote, doit s'écarter de la piste afin de laisser les monoplaces effectuer le tour de formation.
- Le poleman impose le rythme du tour de formation et il est interdit de le dépasser (en cas de dépassement involontaire le fautif doit obligatoirement reprendre sa place le plus rapidement possible sous peine de pénalité.
- Si un pilote n'a pas réussi à s'élancer de son emplacement sur la grille :
  - s'il parvient à repartir suffisamment tôt et n'est pas dernier, il peut récupérer sa place sur la grille.
  - s'il s'élance trop tard (voire pas du tout), il peut partir des stands ou de la dernière place sur la grille, sa position initiale restant inoccupée au départ. Une telle procédure s'applique également en cas de tête-à-queue ou d'incident, lors du tour de formation, l'empêchant de rejoindre sa place sur la grille.
- Lors de la mise en place sur la grille, une voiture de sécurité se place derrière les derniers pilotes sur la grille pour intervenir immédiatement en cas d'accident au départ.
- Les pilotes doivent se positionner sur leur emplacement, le museau de la voiture ne devant pas dépasser la ligne blanche (une pénalité peut être donnée en cas de non-respect).
- Les pilotes partant des stands se placent derrière la ligne blanche marquant la fin de la limitation de vitesse et, s'ils sont plusieurs dans ce cas, se mettent à la queue-leu-leu.
- Une fois toutes les voitures positionnées, un feu de 5 secondes égrène les secondes et, lorsque les 5 feux se sont éteints, le départ est lancé.
- Durant cet instant, les pilotes devant signaler une anomalie sur leur voiture pouvant compromettre la sécurité du départ, doivent lever les bras pour avertir les commissaires qui agiteront des drapeaux jaunes. Les feux passent alors au jaune clignotant pour indiquer un nouveau tour de formation, la course durera alors un tour de moins que prévu initialement.
- La voiture responsable de l'incident au départ doit alors partir des stands et sa place sur la grille reste vide. Si une nouvelle procédure de départ échoue à nouveau, les pilotes impliqués dans l'annulation du premier départ sont absous et peuvent reprendre leur place initiale en grille.
- Lors du départ, les voitures commencent à avancer uniquement lorsque les feux sont éteints, un pilote n'a le droit de changer qu'une seule fois de trajectoire le long de la ligne droite pour ne pas gêner les autres pilotes.
- Les pilotes partant des stands attendent, quant à eux, que les feux du stand soient au vert, c'est-à-dire, une fois que les autres pilotes sont tous passés.

### Voiture de sécurité
- La voiture de sécurité (safety car) intervient pour ralentir le rythme de la course quand les conditions en piste sont dangereuses. Lors de son intervention, la voiture de sécurité allume ses gyrophares et les éteint lors de son dernier tour de présence en piste pour avertir les pilotes de la relance de la course.
- Elle est également présente lors du tour de formation et lors du départ en se plaçant derrière les voitures en cas d'accident au départ.
- La voiture de sécurité se place toujours devant le leader de la course, les autres voitures se positionnant derrière. La voiture de sécurité impose le rythme de la course et comme lors d'un drapeau jaune, il y a interdiction de dépasser tant que la ligne de départ ne sera pas franchie après le retrait de la voiture de sécurité.
- Chaque tour parcouru derrière la voiture de sécurité est comptée comme un tour de course.
- En cas de départ effectué sous la voiture de sécurité, c'est le leader de la course qui dit si les conditions de piste permettent à la voiture de sécurité de se retirer.
- En cas d'intervention de la voiture de sécurité, un signal est envoyé aux pilotes qui disposent d'un temps minimum pour regagner leur stand et ravitailler.
- Lors d'une neutralisation de la course, les pilotes qui ne sont pas dans le tour du leader sont désormais autorisés à se dédoubler afin de ne pas perturber la course des pilotes plus rapides lors de la relance.
- Aucune voiture ne devra doubler la voiture de sécurité avant d'avoir passé la ligne pour la première fois quand la voiture de sécurité rentre aux stands. Cependant, si la voiture de sécurité est toujours déployée à l'entame du dernier tour ou déployée durant le dernier tour, elle entrera dans la voie des stands à la fin de ce tour et les voitures passeront sous le drapeau à damier sans se doubler.
- La FIA a décidé de relever la vitesse minimum à respecter par les concurrents à hauteur de 80 % d'un tour rapide. Ce rythme ne concerne pas les 200 derniers mètres d’un tour. Cette décision a été prise le jeudi 8 juillet 2010.
- La voiture de sécurité ne sera désormais déployée que devant le leader de la course, quitte à ce qu'il se passe un tour sans pace-car en piste, les voitures étant ralenties par la vitesse maximum à respecter.
- Les commissaires indiqueront à l'avance aux équipes quand la sortie de la voie des stands sera au feu vert ou rouge, pour éviter qu'un concurrent ne reste bloqué par le feu rouge alors qu’il était vert quelques secondes avant.

### Voitures mulets
- Une monoplace « mulet », prête à courir, est interdite. Par contre, une coque de secours et des éléments prémontés pourront être présents sur chaque Grand Prix. Cette monoplace devra être remisée dans le camion de transport si elle n'est pas réclamée par un pilote contraint de changer de monoplace. Si la monoplace de secours est utilisée après la séance de qualification, le pilote devra prendre le départ depuis la voie des stands.

### Suspension et reprise de la course
La course peut être suspendue en cas de danger (lors de fortes pluies, de brouillard, d'un accident grave...). Cette suspension est signalée par un drapeau rouge. Dès lors, plusieurs possibilités se présentent :
- La course est définitivement arrêtée et le classement final est établi en respectant les positions des pilotes deux tours avant l'interruption. Si le pilote de tête a parcouru moins de deux tours, aucun point n'est attribué. S'il a effectué plus de 75 % de la distance du GP, la totalité des points est attribuée. Dans le cas où le pilote de tête a parcouru plus de deux tours mais moins de 75 % de la course, la moitié des points est attribuée.
- Toute monoplace stoppée au stand au moment où un drapeau rouge est déployé reprendra la position qu'elle occupait lors de l'interruption lors de la mise en grille du nouveau départ.
- Une nouvelle course est organisée selon les mêmes modalités que pour la première course (on conserve les mêmes positions sur la grille de départ). À l'issue de la seconde course, on additionne les temps réalisés lors de la première et de la seconde course pour établir le classement final général de l'épreuve.
- Si le nouveau départ est donné suite à une interruption lors du premier tour, les pilotes qui ont abandonné peuvent y prendre part et on tient compte des places acquises de la séance de qualification. Dans le cas contraire, les pilotes ayant abandonné ne peuvent y prendre part.
- En cas d'interruption de la course, un Grand Prix ne pourra plus durer plus de 4 heures.
- Si une course sur le sec est suspendue et ne peut pas être relancée, un pilote qui n'a pas utilisé les deux spécifications sera pénalisé de 30 secondes ajoutées à son temps de course.

### Troisième pilote et changement de pilotes
- Chaque écurie a le droit d'engager au maximum quatre pilotes titulaires au cours de la saison.
- Chaque nouveau pilote a la possibilité d'inscrire des points aux championnats du monde (pilotes et constructeurs).
- Possibilité d'engager un 4e, 5e, 6e pilote d'essai, titulaire d'une super-licence, pour les essais libres du vendredi sous réserve de n'inscrire qu'un pilote par séance et que seulement deux monoplaces au maximum de la même écurie tournent en même temps sur la piste.
- Le pilote d'essai devra obligatoirement tourner sur une des deux monoplaces autorisées à participer au GP
- Un pilote d'essai peut remplacer un pilote titulaire en cas de retrait de super-licence, incarcération, incapacité physique ou mentale de courir, décès, annulation de contrat, transfert vers une autre équipe.
- Le pilote remplaçant titularisé est considéré comme un nouvel engagé au championnat. Il prend la voiture du pilote titulaire et son numéro (sauf le no 1 remplacé par le no 0).
- La durée d'un remplacement est décidée par l'écurie, plusieurs remplaçants peuvent remplacer successivement un même pilote. L'écurie peut engager un autre pilote qu'un de ses pilotes d'essai pour effectuer le remplacement (même un pilote ayant arrêté la Formule 1, celui-ci devant faire une demande d'attribution de super-licence).